# Mikael Lilius
Percy Henrik Mikael Lilius , född 3 december 1949 i Helsingfors, är en finländsk företagsledare. 
Lilius blev diplomekonom 1974, var anställd vid Huhtamäki Oy 1981–1989, var därefter verksam i Sverige, först som verkställande direktör för KF Industrier AB 1989–1991 och därefter för Incentive AB 1991–1992. Han var slutligen verkställande direktör för Fortum Oyj 2000–2009.